# Croiseur

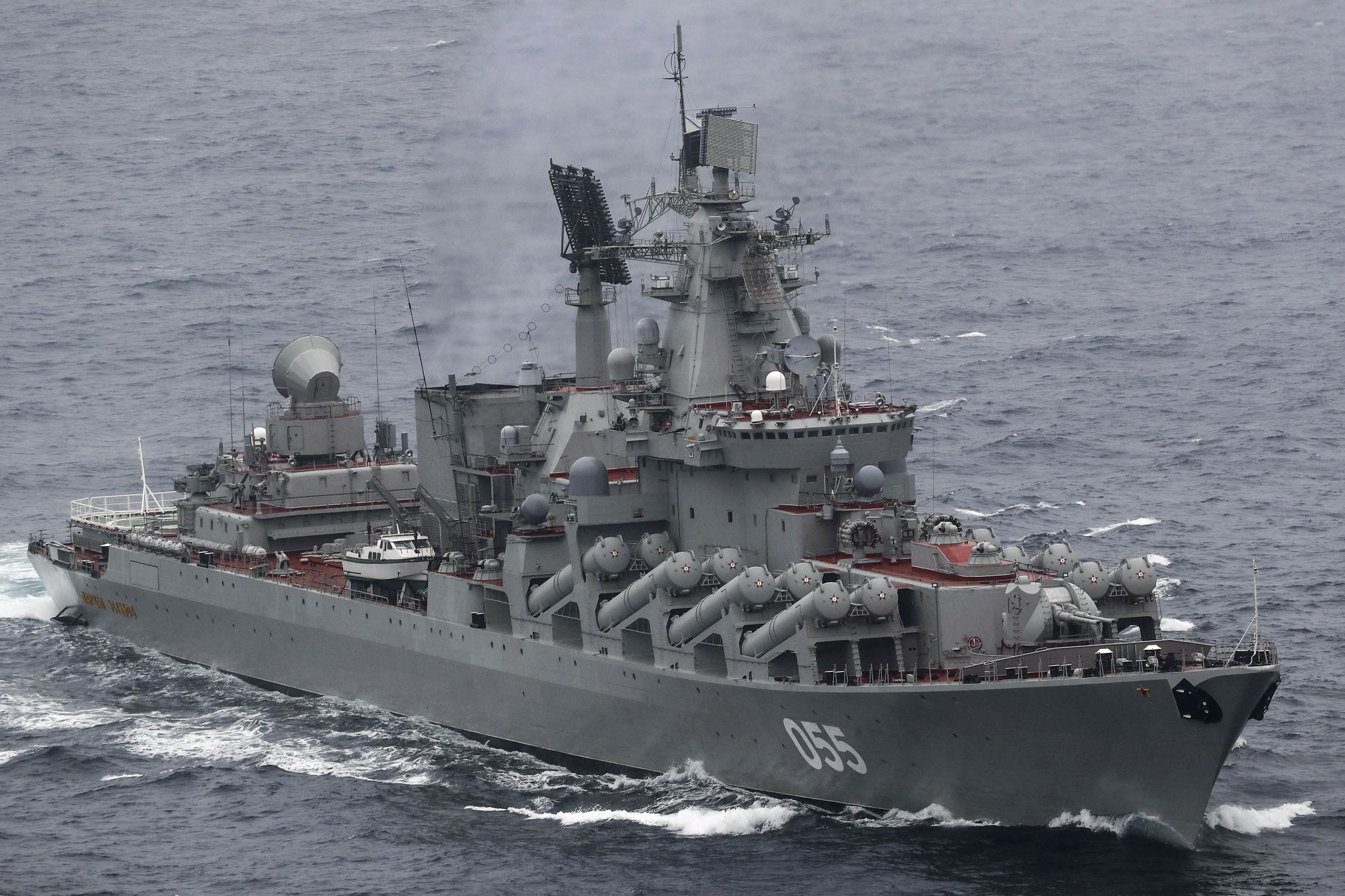
Le croiseur lance-missiles russe de la classe Slava Maréchal Oustinov spécialisé dans l'attaque de groupes aéronavals

Un croiseur est un navire de guerre. Depuis le début des années 1990 et la disparition des cuirassés, c'est le plus puissant et le plus grand des bâtiments de combat, exception faite des porte-avions.
Historiquement, il est considéré comme un navire susceptible d'opérer individuellement, en mission, comme un cuirassé, mais plus léger et mobile.

## Le croiseur aujourd'hui

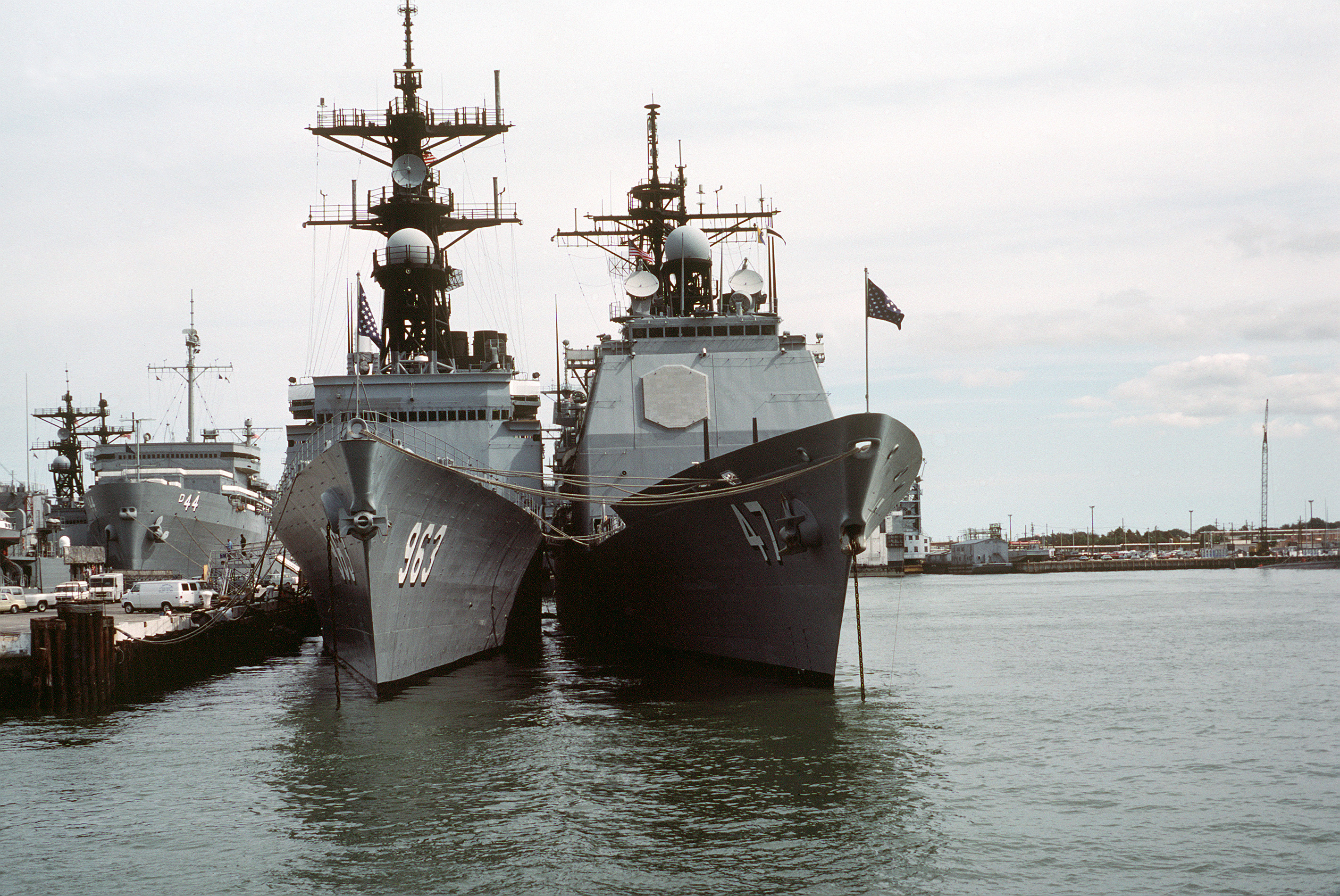
La conception du croiseur de classe Ticonderoga était basée sur celle du destroyer de classe Spruance.

Dans la terminologie militaire moderne, le croiseur (code OTAN CC, CG, lance-missiles, ou CGN, à propulsion nucléaire) est un grand bâtiment de combat qui dispose de systèmes d'armes lui permettant d'intervenir dans tous les domaines de lutte principaux du combat en mer : lutte anti-sous-marine, lutte anti-navire, lutte anti-aérienne, attaque d'objectifs terrestres. Leur déplacement est plus important que celui du destroyer et que la frégate qui sont davantage spécialisés.
Généralement les croiseurs mettent en œuvre des missiles de croisière (attaque d'objectifs terrestres), des missiles anti-navires, des missiles anti-aériens et embarquent des hélicoptères à vocation anti-sous-marine ou anti-navires.
Actuellement, seules l'US Navy et la marine russe possèdent des bâtiments de ce type. Jusqu'au début des années 2000, la France possédait deux croiseurs. La Jeanne d'Arc, un croiseur porte-hélicoptères et le Colbert à vocation anti-aérienne. Toutefois la "Jeanne", au terme d'une longue carrière, a été utilisée exclusivement comme navire école destiné à la formation des officiers élèves de l'École navale et jamais comme un bâtiment de combat intégré au sein d'une force navale.
Les États-Unis intègrent leurs croiseurs dans les groupes aéronavals (en anglais Carrier Vessel Battle Group, CVBG) constitués autour de leurs porte-avions à propulsion nucléaire, en les spécialisant plutôt dans un rôle de protection anti-aérienne et anti-missiles, auquel leur système de combat Aegis est particulièrement destiné.

## Histoire

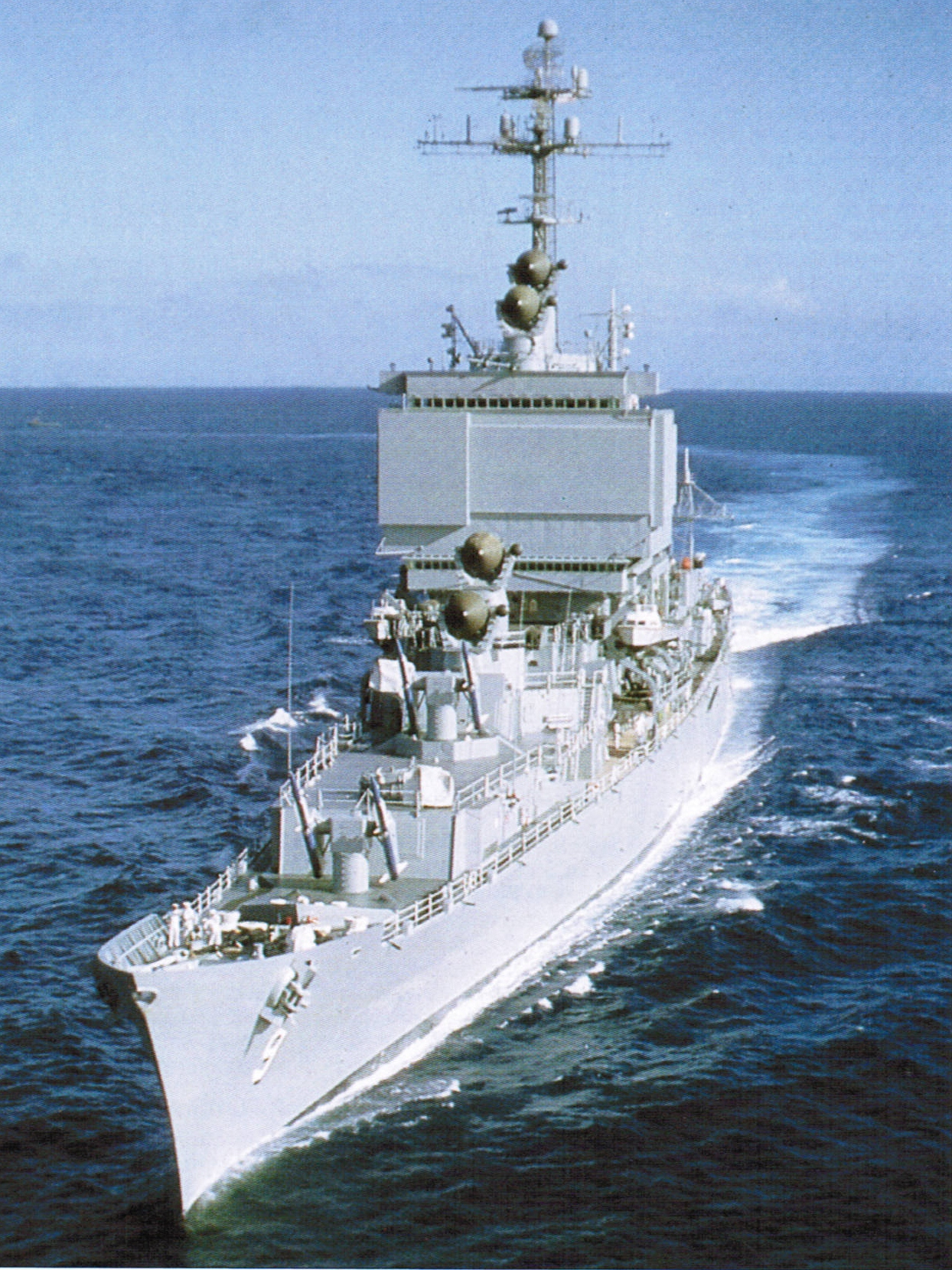
, fut le 1er bâtiment de surface à propulsion nucléaire du monde.

Le terme « croiseur » est une invention du milieu du XIXe siècle. À l'époque de la marine à voile, les frégates étaient de petits navires légèrement armés, avec une batterie sur un seul pont, mais capables d'effectuer de longues croisières. Elles étaient censées éviter l'engagement avec le gros des forces ennemies grâce à leur vitesse supérieure aux vaisseaux de ligne.
L'apparition des cuirassés, avec leur armement lui aussi sur un seul pont, qui de ce fait furent souvent désignés par le terme de frégates cuirassées, provoqua le changement de celles-ci en navires de croisière, nom qui fut rapidement abrégé en croiseur. Pendant de nombreuses années, le croiseur constitua le bâtiment intermédiaire entre le cuirassé et le contre-torpilleur ou destroyer. Il assuma donc les missions autrefois dévolues aux anciennes frégates et corvettes, à savoir :
- la guerre de course, dont l'enjeu était la navigation de commerce, où il pouvait agir en attaque lors de raids, ou en défense en escortant des convois, ce type d'opération prendra d'ailleurs souvent le nom de guerre de croiseurs.
- l'éclairage et les liaisons de la flotte, lorsqu'il était intégré dans les escadres de ligne.
- le maintien de la présence dans les colonies lointaines où il servait souvent de bâtiment de combat principal et de symbole de souveraineté.

Les croiseurs comblaient ainsi une des lacunes des cuirassés, qui, bien que sans rivaux du point de vue de l'armement et de la protection, étaient peu capables d'être envoyés loin de leur base, en particulier du fait de leur énorme consommation de charbon.
Cette grande diversité de tâches, associée à l'évolution technologique de la fin du XIXe siècle, provoqua assez rapidement une spécialisation des croiseurs.

### Les croiseurs cuirassés

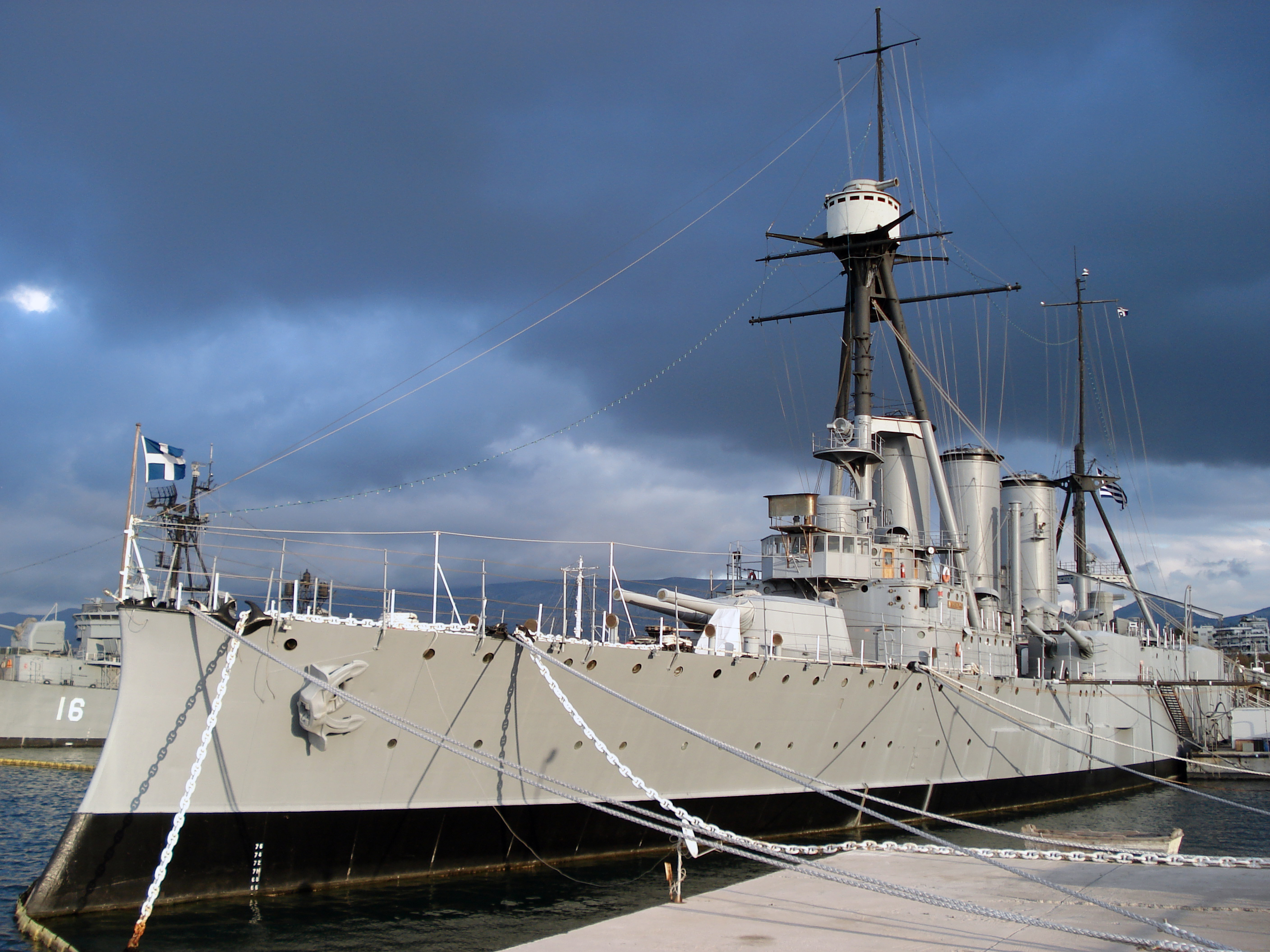
Georgios Averoff

En 1875, apparut le Shannon britannique, qui était le premier représentant des croiseurs cuirassés. Ceux-ci combinaient un armement assez puissant avec généralement deux ou quatre pièces principales d'un calibre de 203 ou 254 mm et une douzaine de pièces secondaires souvent de 152 mm. Une protection, constituée d'une ceinture cuirassée d'épaisseur moyenne, lui permettait de subir seulement le tir de pièces équivalentes à celles qu'il embarquait. Il pouvait en outre filer à une vitesse légèrement supérieure aux cuirassés de l'époque, échappant ainsi à leur chasse. Les croiseurs cuirassés pouvaient être vus comme des cuirassés de deuxième rang, souvent destinés à former les escadres outre-mer.

### Les croiseurs protégés

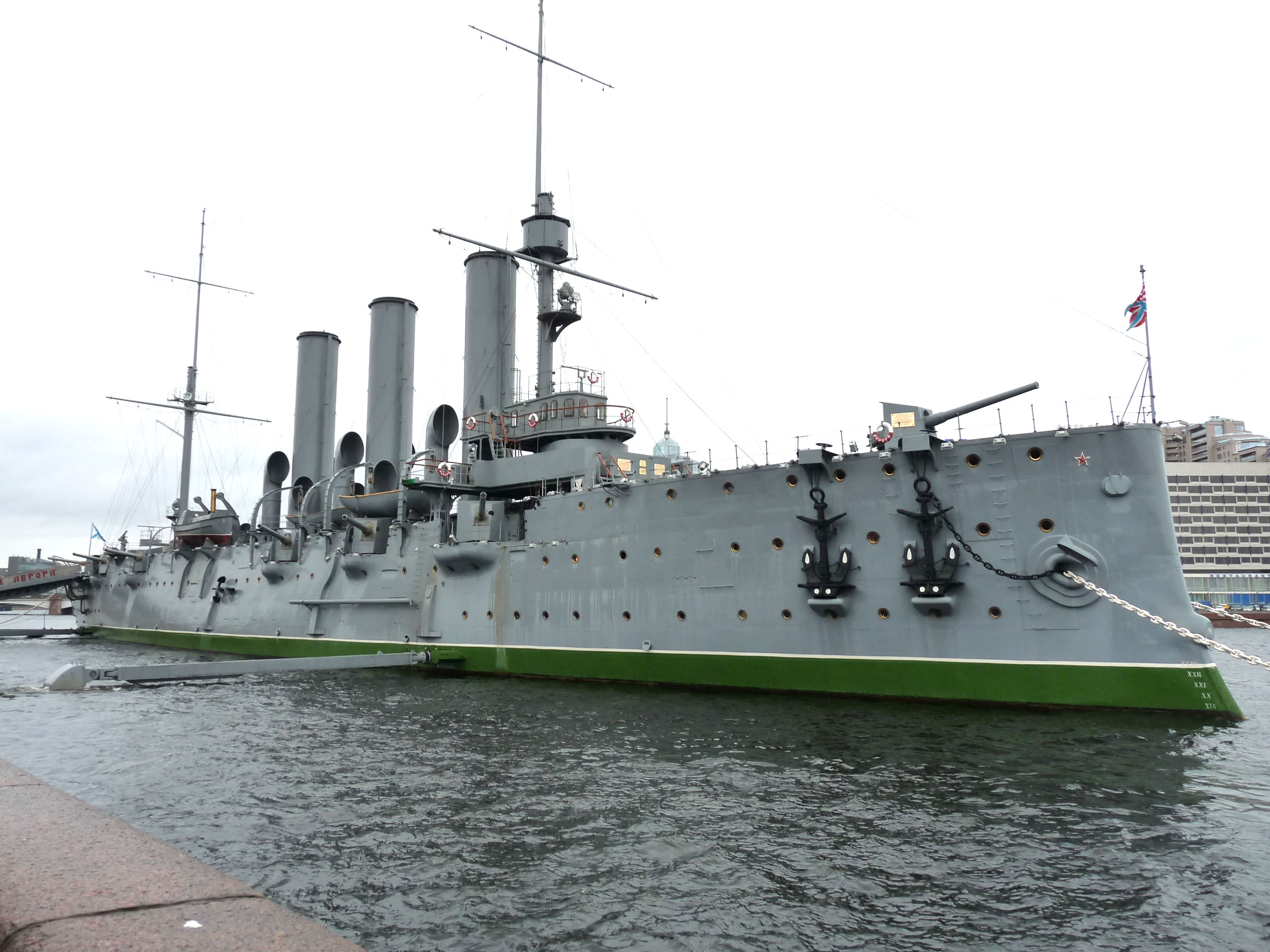
Aurore

En dessous d'eux, apparut vers 1880, un autre type plus léger, le croiseur protégé, dont la protection était constituée par un pont blindé couvrant les chaudières et les machines à vapeur, ainsi que les soutes à munitions. Ils étaient armés d'une douzaine de canons de calibre moyen, souvent du 152 mm. Leurs missions principales étaient la reconnaissance et la guerre de course.

### Les croiseurs auxiliaires
Avant la fin du siècle, apparut aussi la pratique d'armer des navires marchands pour la guerre de course, ou la protection des convois. Ces bâtiments furent appelés croiseurs auxiliaires et, bien que moins armés et protégés que les croiseurs conventionnels, ils prirent une part non négligeable dans ces missions, en particulier au cours des deux guerres mondiales.
Les navires convertis étaient souvent des paquebots, choisis pour leur grande vitesse, qu'on équipait de pièces de moyen calibre leur permettant de dissuader les croiseurs ennemis de s'en prendre au convoi, non par le risque de destruction directe mais surtout par la crainte d'avaries sérieuses, très loin d'une base amie. Une autre variante, souvent nommée raider, consistait en la conversion d'un cargo dont l'armement était alors dissimulé, lui permettant d'agir avec l'effet de surprise. Cette technique fut employée surtout par l'Allemagne, avec parfois une très grande réussite, comme dans l'affaire du Kormoran en 1941 (bataille entre le Sydney et le Kormoran).

### Les croiseurs de bataille
Parallèlement à l'apparition du dreadnought pour les cuirassés, les théories de l'amiral britannique John Arbuthnot Fisher provoquèrent l'apparition d'un nouveau type de bâtiment de ligne. Celui-ci concentrait toute son artillerie dans le calibre maximum pour pouvoir détruire ses adversaires à la plus grande distance possible. La protection n'était pas censée protéger le bâtiment contre une artillerie équivalente, mais seulement contre des pièces de calibres inférieurs. La philosophie de cette réforme de Fisher tient dans une de ses déclarations, speed is protection (la vitesse est la protection). Ces nouveaux croiseurs de bataille seront donc des navires très rapides, environ de cinq nœuds de plus que les cuirassés contemporains grâce au poids gagné sur le blindage qui permettra de les équiper de turbines beaucoup plus puissantes. Leur déplacement, leurs dimensions ainsi que leur artillerie sont identiques à ceux des cuirassés de l'époque, par contre, ils sont incapables de supporter le feu de ceux-ci de façon prolongée. Cette doctrine se révélera tout d'abord assez efficace, par exemple lors de l'engagement des Falklands de décembre 1914, où les croiseurs de bataille montreront qu'ils sont les prédateurs naturels des vieillissants croiseurs cuirassés, mais elle montrera ses limites lors d'engagements de plus grande importance contre des dreadnoughts, comme à la bataille du Jutland (31 mai 1916). À cette occasion, les croiseurs de bataille britanniques subiront une véritable hécatombe face aux croiseurs de bataille allemands et à la flotte de ligne allemande : 3 d'entre eux exploseront.
Dans la marine française, le Dunkerque (1937) et le Strasbourg (1939) seront des bâtiments atypiques parfois classés cuirassés ou croiseurs de bataille, selon les historiens. Ils sont mieux protégés, plus lents qu'un croiseur de bataille, mais plus rapides, avec une protection plus faible qu'un cuirassé. L'apparition des cuirassés rapides peu avant la Seconde Guerre mondiale (dont le Richelieu de la marine française est une parfaite illustration), donnera le coup de grâce au concept de croiseur de bataille.
Les croiseurs de bataille, comme les cuirassés sont des bâtiments de ligne.

### Les croiseurs légers et croiseurs lourds

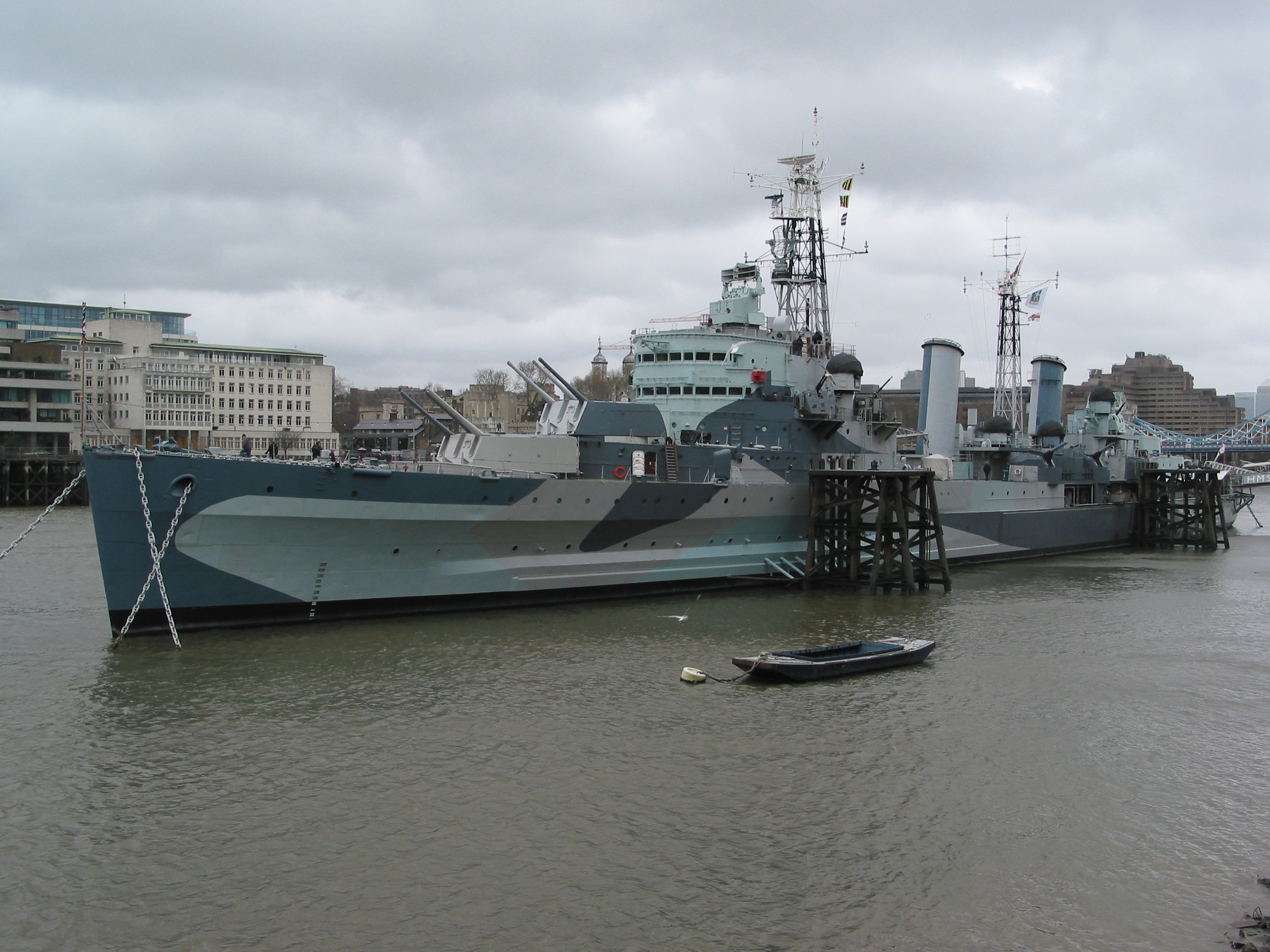
Le croiseur léger britannique.

Vers 1895, les croiseurs protégés commencèrent à être supplantés par un nouveau type de navire bénéficiant de l'apport des nouvelles technologies, en particulier avec l'apparition des turbines pour la propulsion qui leur donnait des vitesses bien supérieures. L'armement bénéficiait, lui, de la généralisation des canons à tir rapide et du blindage, grâce aux progrès de la métallurgie, de l'adjonction d'une ceinture cuirassée en plus du pont de protection. De bons exemples de ce nouveau type, les croiseurs légers, furent les britanniques de la classe Town, les français du type La Marseillaise ou les allemands du type Dresden.
Au cours de la Première Guerre mondiale, un accroissement des dimensions et de la puissance offensive fit émerger une nouvelle catégorie, le croiseur lourd, dont les premiers représentants furent les britanniques de la classe Hawkins, armés de canons de 203 mm. Cependant, la distinction entre les deux ne fut réellement codifiée que lors du traité de Washington, où le calibre de l'artillerie des croiseurs légers fut limité à 155 mm et celle des croiseurs lourds à 203 mm, le déplacement lui ne devant pas excéder 10 000 TW pour les croiseurs lourds.
Ces limites ne furent franchies qu'à l'approche de la Seconde Guerre mondiale, avec l'apparition des cuirassés de poche allemands de la classe Deutschland (qui malgré leur appellation, du fait de leur mission principale, l'attaque du commerce ennemi, devraient être considérés comme des croiseurs) et dans l'océan Pacifique, par les puissants croiseurs lourds japonais des classes Chokai ou Mogami.
Dans le même temps, l'apparition de la menace majeure constituée par les avions de bombardement, fit se spécialiser certains croiseurs légers. Pour combattre cette menace, ceux-ci furent dotés d'une forte batterie de pièces d'artillerie dite à double emploi (contre la surface et antiaérienne). Les précurseurs furent de nouveau les Britanniques avec les croiseurs légers de classe Dido lancés à partir de 1940 et armés par huit, puis dix canons de 133 mm à grande élévation et munis d'une conduite de tir avec un radar.
Les croiseurs lourds, eux, connurent leur apogée à la fin de la Seconde Guerre mondiale avec la classe américaine Alaska, armée de neuf canons de 305 mm et déplaçant 27 000 tonnes. Cette classe de bâtiments était en fait plus proche du navire de ligne que du croiseur lourd conçu selon les règles restrictives du traité de Washington.

### Croiseurs lance-missiles - L'ère du missile

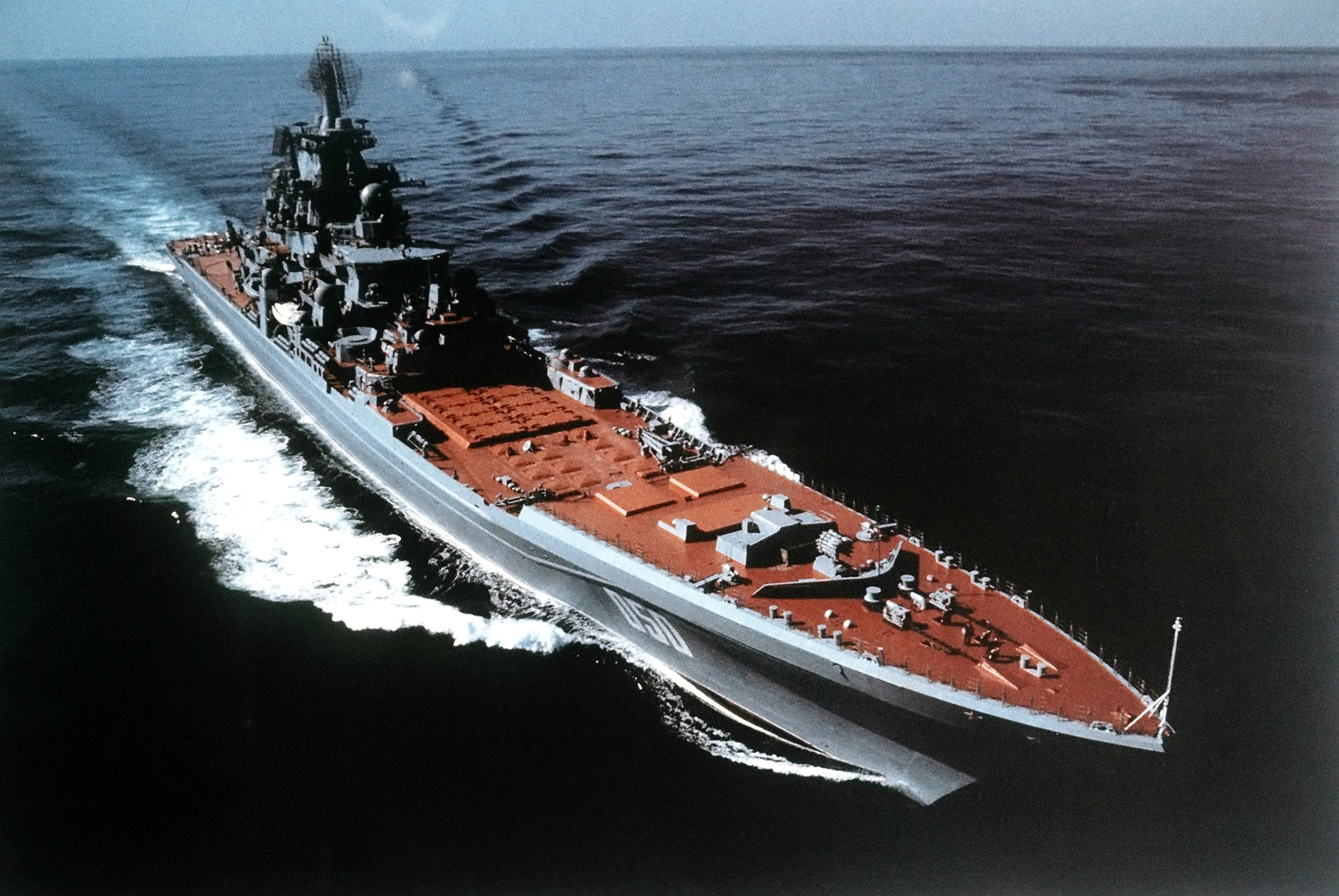
Classe Kirov

La prédominance du danger aérien et l'émergence d'une nouvelle arme pour lutter contre celui-ci, le missile anti-aérien, provoqua après la Seconde Guerre mondiale, une profonde mutation dans la construction des croiseurs. L'artillerie principale perdit rapidement de l'importance au profit des moyens de détection et de lancement de ces nouvelles armes et d'une forte batterie de canons antiaériens.
L'éclipse des cuirassés, comme bâtiments principaux de combat de surface, bien que largement au profit des porte-avions, obligea malgré tout les croiseurs à reprendre une partie des missions de ceux-ci, en particulier lorsque les missiles anti-navire à longue portée arrivèrent à maturité. Des nations comme l'Union soviétique, basèrent une bonne partie de leur puissance navale sur de grands croiseurs à forte vocation offensive, dont une partie fut spécialisée dans la lutte contre les sous-marins et une autre dans l'attaque des groupes aéronavals.

## Liste des croiseurs par pays
- France
- Royaume-Uni
- États-Unis
- URSS et Russie
- Japon
- Italie
- Allemagne